# Slowakische Badminton-Mannschaftsmeisterschaft 2019
Die Slowakische Badminton-Mannschaftsmeisterschaft 2019 war die 26. Auflage der Teamtitelkämpfe in der Slowakei. Meister wurde AGB ekoservis Košice.

## Endstand
| Platz | Team                  |
| 1.    | AGB ekoservis Košice  |
| ----- | --------------------- |
| 2.    | Sokol Ilava           |
| 3.    | Spoje Bratislava      |
| 4.    | Lokomotíva Košice     |
| 5.    | Merkury Broker Košice |
| 6.    | CEVA Trenčín          |
| 7.    | OLIVER Košice         |

## Play-offs
- Zvolen 23.-24.11.2019

### Viertelfinale
- Sokol Ilava – Merkury Broker Košice 5:3 (11:6)
- CEVA Trenčín – Lokomotíva Košice 2:6 (7:13)

### Spiel um Platz 5
- Merkury Broker Košice – CEVA Trenčín 6:2 (13:5)

### Halbfinale
- AGB ekoservis Košice – Lokomotíva Košice 8:0 (16:3)
- Spoje Bratislava – Sokol Ilava 3:5 (7:10)

### Spiel um Platz 3
- Spoje Bratislava – Lokomotíva Košice 7:1 (15:4)

### Finale
- AGB ekoservis Košice – Sokol Ilava 7:1 (14:4)